# Wirtschaftskalender
Der Wirtschaftskalender ist eine Auflistung von unterschiedlichen Ereignissen, die positive oder negative
Einflüsse auf verschiedene Finanzmärkte ausüben. Die Informationen, die in dem Wirtschaftskalender
dargestellt werden, werden von Analysten zusammengeführt. Die Informationen beinhalten sowohl die Zahlen
aller wichtigen Wirtschaftsindikatoren der vorherigen Monate als auch die Vorhersage der Analysten für den kommenden
Monat.
Der Wirtschaftskalender ermöglicht es den Händlern genau zu wissen, wann ein Indikator (Wirtschaft)
veröffentlicht wird und wie stark oder weniger stark dieser den Markt beeinflussen kann. Da alle Mitglieder
des Finanzmarktes sich auf die gleichen Zahlen beziehen, wenn sie ihre Handelsstrategien ausführen, haben
diese Zahlen die Möglichkeit den Markt zu beeinflussen, Handelsvolumen zu kreieren und Kurse zu verändern.
Die Beobachtung und Beachtung der Indikatoren des Wirtschaftskalenders ermöglicht es Händlern Handelsstrategien zu erstellen.
Der Wirtschaftskalender bereitet die Händler auch auf unvorhergesehene Kursveränderungen während dieser Perioden vor.  Z.B. Angenommen der Euro hat sich während der letzten 3 Wochen auf einem Abstieg gefunden, ein Resultat wäre das Händler auf eine Short-Position für den Euro gehen. Weiterhin angenommen, dass heute Montag ist und dass die Deutsche Erwerbslosigkeitsrate am Freitag veröffentlicht wird. Wenn die veröffentlichten Zahlen positiv sind, werden Händler schon vor Freitag beginnen, ihre Short-Positionen zu decken. Dies würde dann in eine kurzzeitige Markterholung für den Euro resultieren.
Hier ist der Eintrag des oben genannten Beispiels, wie er in einem Wirtschaftskalender beschrieben wird:
Erwerbslosigkeitsrate – Die Erwerbslosigkeitsrate ist eine Messung der Prozente aller Arbeitskräfte die
arbeitslos sind aber aktiv auf Arbeitssuche sind und in Deutschland arbeiten wollen.
Eine hohe Prozentzahl zeigt eine Schwäche des Stellenmarktes. Eine niedrige Prozentzahl ist ein positiver Indikator
für den Stellenmarkt in Deutschland und sollte als positiv für den Euro angesehen werden.
Die Wirtschaftsindikatoren werden entweder von Regierungen oder akademischen Institutionen bekannt gegeben
und werden normalerweise auf wöchentlicher, monatlicher oder Quartalsbasis veröffentlicht. Sie
repräsentieren verlässliche Indikatoren für die allgemeine Wirtschaftslage und werden von allen
verschiedenen Finanz- und Investmentsektoren beobachtet.

## Wichtige Wirtschaftsindikatoren
Einige der wichtigsten Indikatoren sind:
- Wichtige Zinssätze – Interest Rates
- Bruttoinlandsprodukt (BIP) – Gross Domestic Product (GDP)
- Arbeitslage – Employment Situation
- Verbraucherpreisindex – Consumer Price Index (CPI)
- Erzeugerpreisindex – Producer Price Index (PPI)
- Einkaufsmanagerindex – Purchasing Manager’s Index (PMI)
- Langlebige Güter Aufträge (Konsumgut) – Durable Goods Orders
- Wohnbaugenehmigungen – Housing Starts
- Industrieproduktion – Industrial Production
- Welthandel – International Trade
- Einzelhandelsumsatz – Retail Sales

Die gegebenen Wirtschaftsindikatoren werden in Wirtschaftskalendern normalerweise für die meist gehandelten
Währungen (Einzelwährungen) geboten.

## Quelle
- https://de.investing.com/economic-calendar/
- https://www.fxstreet.de.com/economic-calendar